# 安道爾·圖威
安道爾·圖威（英語：Endel Tulving，1927年5月26日—2023年9月11日），生於愛沙尼亞佩采里（現俄羅斯），加拿大實驗心理學家與神經認知學家，他對於人類記憶的研究成果，影響擴及心理學、神經學與臨床醫學。為多倫多大學教授。